# حادثة 26 فبراير
تُعتبر حادثة 26 فبراير (二・二六事件 نينيروكي جيكين، والمعروفة أيضاً باسم حادثة 26-2)، محاولة انقلاب داخل إمبراطورية اليابان في 26 فبراير من عام 1936. نظّمتها مجموعة من ضباط الجيش الإمبراطوري الياباني الشاب، بهدف تطهير الحكومة والقيادة العسكرية من خصومهم المُنافسين والمعارضين الأيديولوجيين.
على الرغم من نجاح الثّوار من اغتيال العديد من مسؤولي القيادة (من بينهم رئيسا وزراء سابقان) ومن احتلال مركز الحكومة في طوكيو، فإنهم فشلوا في اغتيال رئيس الوزراء كيسوكه أوكادا أو في السيطرة الأمنية على القصر الإمبراطوري. حاول أنصارهم في الجيش الاستفادة من أفعالهم تلك، لكن الانقسامات داخل الجيش، إلى جانب الغضب الإمبراطوري حول الانقلاب، جعلهم غير قادرين من صنع أي تغيير داخل الحكومة. في مواجهتهم لمعارضة ساحقة أثناء تحرك الجيش ضدهم، أعلن الثّوار استسلامهم في 29 فبراير.
على عكس الأمثلة السابقة عن العنف السياسي الناشئ من قِبَل الضّباط الشباب، كانت لمحاولة الانقلاب تلك عواقب وخيمة. بعد سلسلة من المحاكمات المغلقة، أُعدِمَ 19 من قادة الثورة بتهمة التّمرد وسُجن 40 آخرون. خَسِر فصيل كودو-ها المُنافس نفوذه بين أفراد الجيش، واقتربت فترة «اغتيال الحكومة» من نهايتها، وعزّز الجيش سيطرته على الحكومة المدنية.

## خلفية الحادثة

### المنافسة بين فصائل الجيش

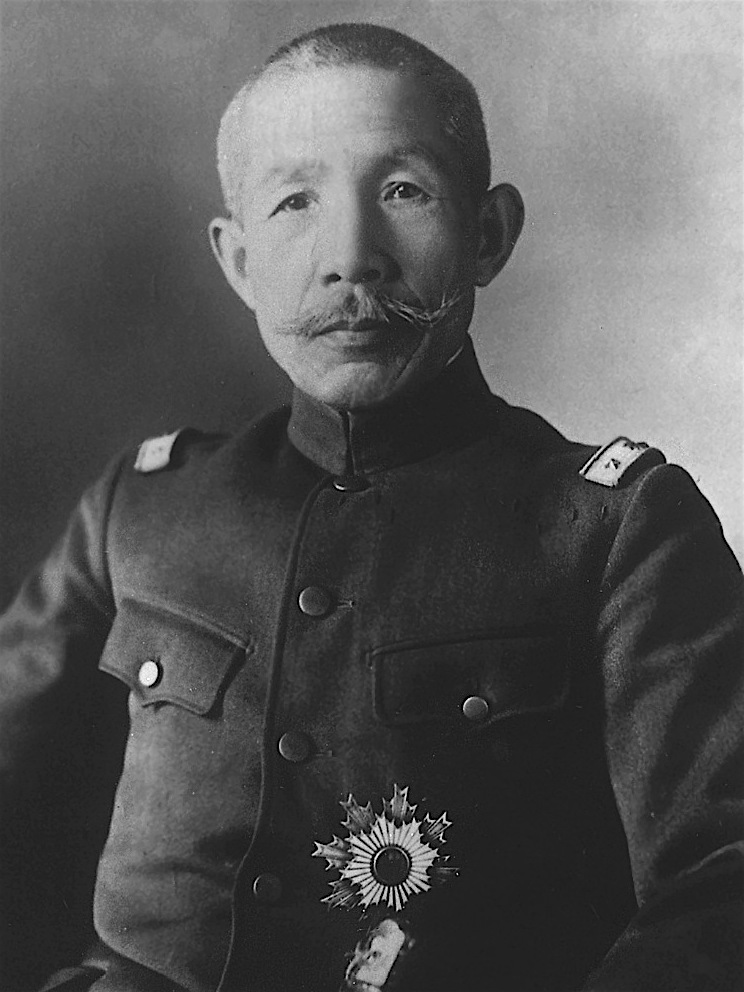
ساداو آراكي قائد الكودو-ها

عُرفَ الجيش الإمبراطوري الياباني بتاريخ طويل من الانشقاقات بين كبار القادة الضّباط، والذي نشأ في البداية في فترة ميجي (الحكومة المستنيرة). بحلول أوائل ثلاثينيات القرن الماضي، حصل انشقاق بين ضباط القيادة العليا وانقسموا إلى مجموعتين رئيسيتين غير رسميتين: فصيل «كودو-ها - إمبيريال واي» بقيادة الجنرال أراكي ساداو وحليفه الجنرال جينابورو مازاكي، وفصيل «توسي-ها - كونترول» بقيادة الجنرال تيتسوزان ناغاتا.
أكّد أفراد فصيل كودو-ها على أهمية الثقافة اليابانية والنقاء الروحي بأنها أسمى من الجودة المادية، والحاجة إلى شن هجوم على الاتحاد السوفيتي (هوكوشين-رون)، بينما اهتّم ضباط فصيل توسي ها، الذين تأثروا بشدّة بأفكار هيئة الأركان العامة الألمانية الحديثة، ودعموا التخطيط الاقتصادي والعسكري المركزي (نظرية الحرب الشاملة) والتطوير التكنولوجي والميكنة والتوسع داخل الصين (نانشين-رون). سيطر فصيل كودو-ها على الجيش خلال فترة حكم أراكي كوزيراً للحرب بين عامي 1931-1934، وشَغِلوا المناصب العليا الأكثر أهمية، ولكن استُبدل العديد من أعضائه من قبل ضباط فصيل توسي ها بعد استقالة أراكي.

### «الضّباط الشباب»
يُقسم ضباط الجيش بين أولئك الذين أنهوا دراستهم في أكاديمية الجيش (مدرسة ثانوية) وأولئك الذين تقدموا إلى كلية الحرب العسكرية المرموقة. شكلت المجموعة الأخيرة نخبة من فيلق الضباط، في حين مُنِعَ ضباط المجموعة الأولى فعلياً من الترقية إلى مناصب العاملين. شكّل عدد من هؤلاء الضباط ذوي الامتيازات الأقل ما يُسمى بدعم الجيش، وهي مجموعة ذات التسييس الشديد والتي يُشار إليها غالباً باسم «الضّباط الشباب» (سينين شوكو).
اعتقد الضباط الشباب أن المشكلات التي تواجه الأمة كانت نتيجة لابتعاد اليابان عن كوكوتاي  (مصطلح غير مُنظّم غالباً ما يُترجم إلى «النظام الوطني-بالإنجليزية: National Polity»، وهو يدلّ بشدة على العلاقة بين الإمبراطور والدولة). استغلّت «مجموعة الضباط ذوي الميزات» الشعب، ما أدّى إلى انتشار الفقر في المناطق الريفية، وخدعوا الإمبراطور وسلبوا قوته وأضعفوا اليابان. اعتقدوا أن الحلّ يكون في «استعراش شوا» على غرار «استعراش ميجي» الذي حصل قبل 70 عاماً. من خلال الثورة على «المستشارين السيئين في العرش» وتدميرهم، ما يُمكّن الضباط من إعادة فرض سلطة الإمبراطور. ثمّ عَمِل الإمبراطور على محو الأفكار الغربية وأولئك الذين استغلّوا الشعب واستعادة الازدهار للأمة. تأثّرت هذه المعتقدات بقوة بالفكر القومي المعاصر، وخاصة بالفلسفة السياسية للاشتراكي السابق إيكي كيتا.
تباينت المجموعة في عدد أعضائها، ولكن يُقدّر أنها احتوت على ما يقارب من 100 عضو منتظم، معظمهم من الضباط في منطقة طوكيو. بقيادة ميتسوجي (زي) نيشيدا، الزعيم غير الرسمي. أصبح نيشيدا، الملازم السابق لدى الجيش وتلميذ كيتا، عضواً بارزاً في المجتمعات القومية المدنية التي تكاثرت في أواخر عشرينيات القرن الماضي. وأشار إلى جماعة الجيش باسم فصيل كوكوتاي جينري-ها «ناشيونال برينسيبل». شارك إلى حد ما في معظم أعمال العنف السياسي في تلك الفترة، في أعقاب حادثة مارس وحادثة أكتوبر في عام 1931، انقسمت قوات الجيش والبحرية لتلك المجموعة وانتهت إلى حد كبير لدى ارتباطهم بالقوميين المدنيين.
على الرغم من صغر حجمه نسبياً، كان الفصيل ذو نفوذ، ويعود سبب ذلك، إلى حدّ ما، إلى التهديد الذي يُشكّله. كسبَ متعاطفين له من بين هيئة الأركان العامة والعائلة الإمبراطورية، وعلى الأخص الأمير تشيشيبو شقيق الإمبراطور (ووريثه حتى عام 1933)، والذي كان صديقاً لـنيشيدا وغيره من قادة كوكوتاي جينري-ها. على الرغم من كونه معادياً للرأسمالية بشدّة، فقد نجحَ أيضاً في تأمين تمويل غير منتظم من قادة زايباتسو الذين أمِلوا في حماية أنفسهم.
تتّسم الطبيعة الحقيقية للعلاقة بين فصيلتي كودو-ها وكوكوتاي بالتعقيد. غالباُ ما يُعاملان على أنهما مجموعة واحدة أو المجموعتين اللتين تُشكّلان مجموعة كبيرة. توضح الروايات المعاصرة وكتابات أعضاء كل من المجموعتين، أنهم كانوا بالفعل مجموعات متميزة في علاقة تحالف متبادل المنفعة. قام فصيل كودو-ها بحماية كوكوتي جيرني-ها ووفرت لهم إمكانية الوصول، بينما استفادوا في المقابل من قدرتهم الملموسة في كبح جماح الضباط المتطرفين.

### العنف السياسي
تميزت السنوات التي سبقت حادثة 26 فبراير بسلسلة من أعمال العنف، والتي قام بها الضّباط الشباب وزملائهم من القوميين ضد خصومهم السياسيين. من أبرزها، حادثة 15 مايو من عام 1932، والتي اغتال فيها ضباط البحرية الشباب رئيس الوزراء إينوكاي تسويوشي. تُعتبر هذه الحادثة هامّة لأنه من خلالها اقتنع ضباط الجيش الشباب (الذين كانوا على علم بالهجوم حينها ولكن لم يشاركوا فيه) بضرورة استخدام القوّات عند أي محاولة انقلاب مُتوقّعة. وقد تلقّى زعماء الحادثة، كما حدث في أحداث مارس وأكتوبر السابقة، عقوبات خفيفة نسبياً.
ومع ذلك، اعتُبرت حادثة الأكاديمية العسكرية (حادثة نوفمبر) في عام 1934 ونتائجها، تمهيداً مباشراً للانقلاب. في هذه الحادثة، قُبض على كل من النقيب تاكاجي موراناكا والنقيب أسايتشي إيسوبي، وهما عضوان بارزان في فصيل كوكوتاي جينري-ها، بتهمة التخطيط لانقلاب بالتعاون مع مجموعة من الطلاب العسكريين. واعترف موراناكا وإيزوبي بمناقشة مثل هذا الانقلاب، لكنهما أنكرا وجود أي خطط لتنفيذه. لم تجد المحكمة العسكرية التي تُحقق في الحادثة أدلة كافية لتوجيه الاتّهام، لكن الجيش أوقف كل من موراناكا وإيزوبي. كان الاثنان مقتنعين بأن الحادثة كانت هجوماً من قِبَل فصيل توسي-ها على الضباط الشباب، وبدآ في نشر كُتيّب يدعو إلى «تنظيف المنزل» للجيش، وتسمية ناغاتا «الرئيس الوغد». ثمّ طُردا من الجيش.
في هذا الوقت، أُجبر آخر ضابط من فصيل كودو-ها، الجنرال مازاكي والذي يشغل منصباً بارزاً، على ترك منصبه. أثار هذا الموقف سخط الضباط الشباب، بعد شعورهم بخيبة الأمل من أراكي بسبب إخفاقه في التغلب على المقاومة في مجلس الوزراء خلال فترة توليّه منصب وزير الحرب، فقد أصبح مازاكي الآن محط آمالهم. أطلق كل من موراناكا وإيزوبي كتيباً جديداً يهاجما به ناغاتا بسبب الإقالة، كما فعل نيشيدا.
في 12 أغسطس من عام 1935، في «حادثة إيزاوا»، قتل المُقدّم سابورو إيزاوا، عضو في فصيل كوكوتاي جينري-ها وصديق مازاكي، ناغاتا في مكتبه بدافع الانتقام. أحدثت محاكمة إيزاوا العلنية (والتي بدأت في أواخر يناير من عام 1936)، ضجة كبيرة على وسائل الإعلام، والتي حولها كل من إيزاوا وقيادة كوكوتاي جينري-ها، بالتواطؤ مع القضاة، إلى منبر مؤقت يمكنهم من خلاله نشر مفاهيمهم. أشاد أنصار إيزاوا في وسائل الإعلام «بأخلاقه وحبه لوطنه»، وأصبح يُنظر إليه على أنه «جندي بسيط يسعى فقط لإصلاح الجيش والأمة وفقاً للمبدأ الوطني الحقيقي».